# Erkelenzer Glockenspiel

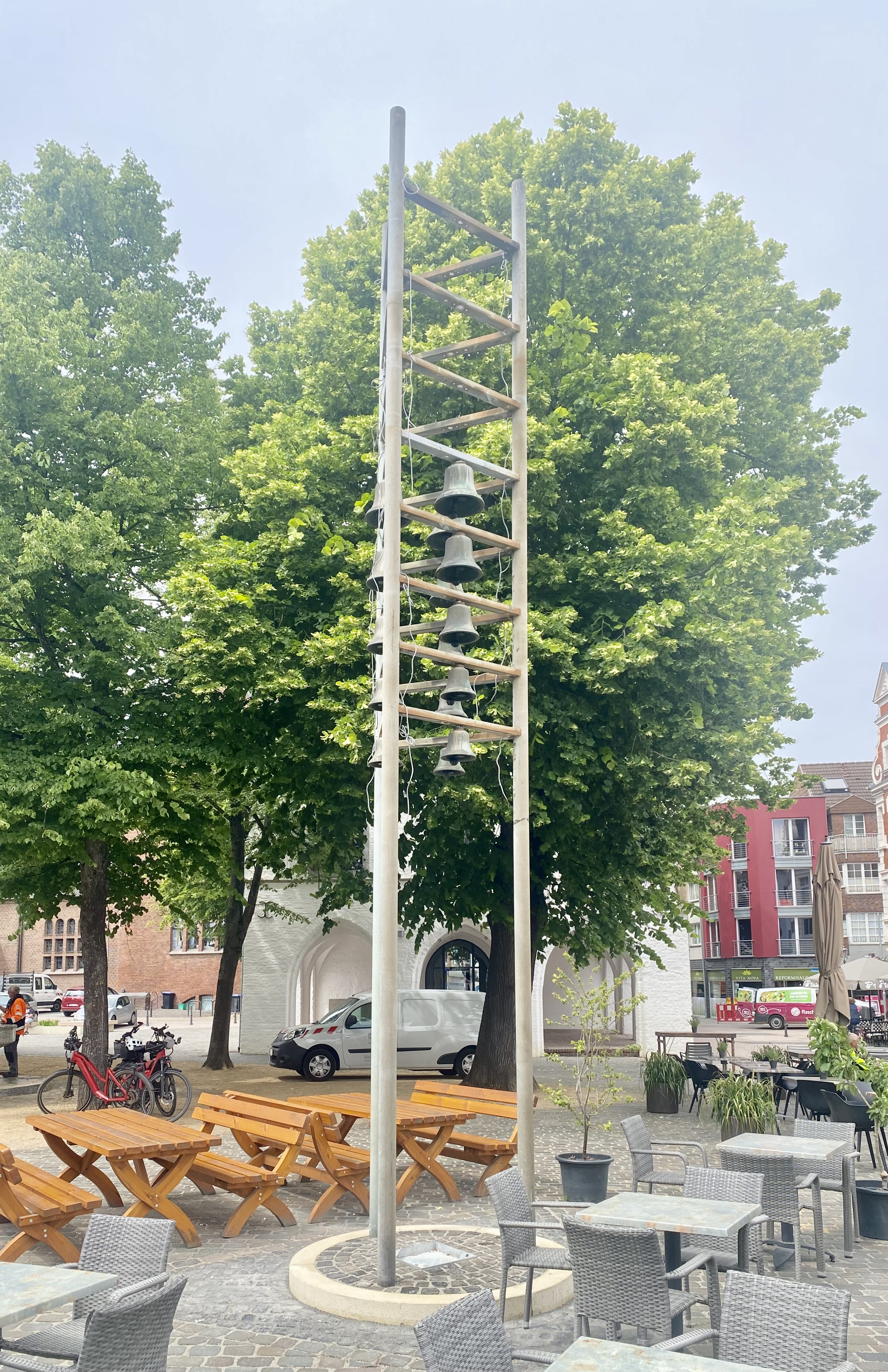
Glockenspiel während der Überarbeitung 2025

Das Erkelenzer Glockenspiel steht seit 1981 auf dem Marktplatz von Erkelenz.
In einem offenen verzinkten, 7,8 Meter hohen Gestell mit dreieckigen Grundriss aus Stahlrohr sind an Quertraversen aus Profilstahl die Glocken montiert. Das Glockenspiel besteht aus 24 Bronzeglocken, die zwei Oktaven umfassen. Der Tonumfang reicht von g2, a2—g4. Die größte wiegt 88 Kilogramm und ist im Durchmesser 51,7 Zentimeter groß. Die kleinste Glocke kommt auf 13,5 Kilogramm und 22,5 Zentimeter. Die Glocken werden durch innenliegende Magnethämmer elektrisch angeschlagen.
Das Glockenspiel wurde durch Spenden in Höhe von 100.000 DM aus der Bürgerschaft und von Unternehmen aus Erkelenz finanziert. Die Namen der Spender sind auf den Glocken gegossen. 
Die Glocken wurden von der Glockengießerei Petit & Fritsen in Aarle-Rixtel, Niederlande hergestellt. Die Montage wurde 1981 von der Fa. Turmuhrenfabrik Korfhage & Söhne aus Melle ausgeführt. Nach der Sanierung des Marktplatzes 2025 wurde es durch die Fa. Perrot aus Calw überarbeitet.
Die Musikstücke sind auf die jeweilige Jahreszeit abgestimmt. Die Ansteuerung erfolgt über eine zeitgesteuerte Spielautomatik, die über Lochstreifen auf Rollen die Melodien abspielen kann. Zusätzlich kann das Glockenspiel über ein Manual mit Klaviatur, das sich mit der Spielautomatik in einer Kammer auf dem Dachboden des Alten Rathauses befindet, gespielt werden.